# Маркова къща (Охрид)
Вижте пояснителната страница за други значения на Маркова къща.
Марковата къща (на македонска литературна норма: Маркова куќа) е къща в град Охрид, Северна Македония.
Къщата е изградена в махалата Месокастро на улица „Климентов университет“ № 60 (стар адрес „Свети Климент“ № 48). Принадлежала е на Ильо Марков (Иљо Марков). На 1 януари 1951 година къщата е обявена за паметник на културата.